# Canipán
Canipán, oficialmente Canipaan es un barrio rural  del municipio filipino de primera categoría de Rizal perteneciente a la provincia  de Paragua en Mimaro,  Región IV-B.
En 2007 Canipaan contaba con  1.927 residentes.

## Geografía
El municipio de Rizal se encuentra situado en el extremo sur de la parte continental de la isla de Paragua en su costa occidental al mar de la China Meridional. Linda al norte con el municipio de Alfonso XIII (Quezón), al sur con el de Marangas (Bataraza) y al este con el de Punta de Brook  (Brooke's Point).
Este barrio, continetal, ocupa el extremo sur del municipio en la costa oeste de la isla.
Linda al norte con el barrio de Latud, separado por la bahía de Tagugsom;
al sur con el barrio de Tagolango situado en la costa occidental de la isla y que forma parte del municipio vecino de Bataraza;
al este con los barrios situados en la costa este y pertenecientes al municipio de Bataraza: Malitub, Sapa y Sumbiling;
y al oeste con la costa del mar de la China Meridional entre los cabos de Resposo, al sur, y  Muslog, al norte.

### Demografía
El barrio  de Canipaan contaba  en mayo de 2010 con una población de 2.084 habitantes. Población de 2.374 habitantes (agosto de 2015).
Comprende los sitios de Simagup, en la bahía de Tagugsom; de Canipaan, en la bahía del mismo nombre; y  de Togolao, al sur.

## Historia
En 1858, la provincia de Calamianes fue dividida en dos provincias: Castilla, al norte con Taytay como capital; Asturias,  en el sur,  con Puerto Princesa como capital y los municipios de Aborlan, Narra, Quezón, Sofronio Española, Punta de Broke, Rizal y Bataraza; y la pequeña isla de Balábac, 
Lugar era conocido como Tarumpitao en el municipio de  Quezón.
El municipio de Quezon fue creado en 1951 con de los barrios de Berong y Alfonso XIII de Aborlán;  de Iraán, Conduaga (Candawaga) y Canipán (Canipaan) del de punta de Brook.
En 1957, los Sitios de Campong Ulay, Ransang, Conduaga (Candawaga), Culasián, Panalingaán,  Taburi,  Latud y de  Canipán (Canipaan)  se convirtieron en barrios.
El 14 de abril de 1983 se crea este municipio con el nombre de Marcos.
En 1987 cambia su nombre por el de Rizal en honor de José Rizal.